# Cassian Maria Spiridon
Cassian Maria Spiridon (n. 9 aprilie 1950, Iași) este un poet, eseist, director și editor, revoluționar român, organizator și participant la mișcarea revoluționară conspirativă de la Iași, din 14 decembrie 1989; 
(Vezi: Emil Constantinescu, “Revoluția din ‘89”, Editura Minerva 2009, ISBN 978-973-21-090-9; Adam Burakowski, “Dictatura lui Nicolae Ceaușescu 1965-1989”, Ed. Polirom 2016, ISBN 978-973-46-6327-9; Dennis Delant, “România sub regimul comunist”, Ed. Fundației Alianța Civică, 2010, ISBN 978-973-8214-52-1). 
În 2009 a fost ales președinte al USR Iași.

## Biografie
Cassian Maria Spiridon s-a născut la data de 9 aprilie 1950 în Iași, fiind fiul Mariei Spiridon, învățătoare. A urmat studii la Liceul Teoretic, secția Reală, din Negrești-Vaslui (1965-1969) și apoi la Facultatea de Mecanică din cadrul Institutului Politehnic din București (1969-1975). 
După absolvirea facultății, a lucrat ca șef atelier mecanic la IAS Albești Botoșani (1975-1978), șef atelier montaj utilaje, întreținere și reparații mașini unelte la CUG Iași (1978-1981), cercetător științific la filiala ICPE lași (1981-1985) și apoi ca șef colectiv cercetare la CCSITUMP Iași (1985-1989).
În decembrie 1989 este arestat pentru organizarea și participarea la mișcarea revoluționară conspirativă de la Iași, din 14 decembrie 1989. Va fi eliberat din detenția politică  în amiaza zilei de 22 decembrie 1989.
În ianuarie 1990 a fondat noua serie a revistei Timpul din Iași (care a apărut, sub conducerea sa, până la sfârșitul lui octombrie 1991) . În noiembrie 1991 a înființat Editura Timpul, pe care o conduce și în prezent. 
În perioada noiembrie 1991 - noiembrie 1992 lucrează ca redactor la revista Cronica din Iași, apoi la Evenimentul zilei (decembrie 1992 - decembrie 1994). Între anii 1993-1995 este redactor-colaborator la postul TV Europa Nova din Iași.
În iunie 1994 a fondat revista de cultură poetică Poezia, unde va fi redactor-șef, iar din 2000 director fondator.
În octombrie 1995 inițiază revista "Caietele de la Durău" și devine cofondator și redactor coordonator al acestei publicații.
Începând din decembrie 1995 este redactor-șef al revistei Convorbiri literare din Iași, iar din 2016 director. Este membru al Uniunii Scriitorilor din România, membru al Societății Ziariștilor Români, al Asociației Ziariștilor Români, membru al PEN-clubului european. 
- Din 1996 este membru al Consiliului USR și al Comitetului de conducere al USR Filiala Iași, din 2000 este membru al Comitetului Director al Uniunii Scriitorilor din România. Din 2009 este președinte al Uniunii Scriilorilor, Filiala Iași.
- Deține două Premii USR pentru eseu și Premiul „Mihai Eminescu” al Academiei Române pentru poezie.
- Premiul Internațional de Poezie Li Bai și Du Fu pe anul 2018, acordat la Festivalul de poezie Li Bai - Du Fu, Tianshui/China, septembrie 2018; Împreună cu motivarea juriului: „Declarația prezentată privind Premiul Internațional de Poezie Li Bai și Du Fu pe anul 2018":
„Cassian Maria Spiridon este un poet remarcabil, care și-a creat propriul său stil poetic, un stil unic. În ceea ce-l privește, poezia poate fi o floare care înflorește sub cer. Divinitatea, conștiința, spiritul de libertate și atitudinea de explorare reprezintă nu numai forța motrice în interiorul poeziei sale, dar și temele poetice permanente ale poeziei sale. Poemele sale sunt concise, sincere, ferme, pline de tensiune interioară, cu dialoguri profunde între suflet și trup, între om și lumea cu care rezonează. Având în vedere contribuția remarcabilă a poetului Cassian Maria Spiridon la poezia contemporană, îi conferim Premiul internațional de poezie Li Bai și Du Fu pe anul 2018.
'Comitetul de acordare a Premiului de poezie Li Bai și Du Fu, 1 septembrie 2018.' ”;

## Opera literară
A debutat în presa literară, în anul 1970, în revistele Amfiteatru și România literară. Este câștigător al premiului de debut în volum pentru anii 1979-1980, al Editurii Junimea din Iași și apoi Laureat al Festivalului național de poezie „N. Labiș“ (1980). Are apariții în diverse antologii din țară și străinătate, fiind tradus în franceză, engleză, germană, spaniolă, suedeză, rusă, chineză, finlandeză, maghiară, polonă, cehă, slovacă, coreeană, italiană etc. Este publicat în toate revistele importante din țară. Apariții în diverse antologii din țară și străinătate.
Prezent, ca invitat, la festivaluri naționale și internaționale de poezie (Festivalul internațional de Poezie de la Medellin – Columbia, Bienala internațională de Poezie de la Liège – Belgia, Luna culturii românești de la Marsilia – Franța, 
Întîlnirea Poeților Lumii latine, Mexic, Festivalul Internațional de Poezie de la Havana, Cuba etc.)
Prezent cu texte la radio și televiziune (locale și naționale). Numeroase articole publicistice și eseuri în presa locală și națională.

### Cărți publicate (selectiv)
- Pornind de la zero – versuri, Ed. Junimea, Iași, 1985, (fără ISBN)
- Iași, 14 decembrie 1989, Începutul Revoluției Române, Ed. Timpul – Iași, 1994 ISBN 973-96786-2-9 ((Premiul cultural „Vasile Pogor“ al Primăriei Iași).
- Zodia nopții – versuri, Ed. Cartea Românească, București, 1994, ISBN 973-23-0469-3 (Premiul revistei „Poesis“- Satu Mare, pentru cea mai bună carte a anului).
- Piatră de încercare – versuri, Ed. Junimea – Iași, 1995, ISBN 973-37-0218-8 (Premiul Uniunii Scriitorilor – Filiala Iași).
- De dragoste și moarte – versuri, Ed. Helicon – Timișoara, 1996, ISBN 973-574-190-3
- Întotdeauna ploaia spală eșafodul, Ed. Axa, Botoșani, 1997, ISBN 973-9260-39-X (Premiul pentru poezie al Uniunii Scriitorilor – Filiala Iași).
- Arta nostalgiei (poeme cuantice) – versuri, Ed. Cartea Românească, 1997, ISBN 973-23-0605-X (Premiul Uniunii Scriitorilor – Filiala Dobrogea, revista „Tomis“, Constanța, Premiul pentru poezie al Salonului de carte Oradea, 1998).
- Intrarea în apocalipsă – versuri (ediție bilingvă, română și franceză), Ed. Cogito, 1997, ISBN 973-9064-73-6
- Atitudini literare (eseu), Ed. Cartea Românească, 1999, ISBN 973-0777-3 (nominalizată – Premiul pentru eseu al Uniunii Scriitorilor din România, Premiul Uniunii Scriitorilor – Filiala Iași, 1999, Premiul special „Radu Enescu la Salonul Internațional de Carte Oradea 2000).
- Clipa zboară c-un zîmbet ironic (versuri), Ed. Dyonisos, Craiova, 1999, ISBN 973-8025-10-9 (nominalizată – Premiul pentru poezie al Uniunii Scriitorilor din România), (Marele premiu al Festivalului internațional de poezie de la Sighetul Marmației, 1999).
- Pornind de la zero, antologie de versuri, Ed. Cartea Românească, București, 2000, ISBN 973-23-0905-9
- Dintr-o haltă părăsită, versuri, Ed. Augusta, Timișoara, 2000, ISBN 973-8039-84-3 (Marele Premiu ASLA Oradea, 2001; nominalizat la Premiul pentru poezie al Uniunii Scriitorilor din România, 2001).
- Între două lumi, antologie de versuri în română, spaniolă, franceză, engleză, Editura Cogito, Oradea, 2001, ISBN 973-8032-22-9
- Über den Wald (Peste pădure), versuri, volum bilingv română-germană, Ed. Dionysos, Germania, 2002, (Trad. Christian W. Schenk ISBN 3-933427-07-X
- Atitudini literare, vol. II, Ed. Cartea Românească, 2002, ISBN 973-23-1408-7 (Premiul Uniunii Scriitorilor din Republica Moldova, Premiul revistei Antares, Premiul pentru publicistică al USR Filiala Iași).
- Ucenicia libertății, (atitudini literare III), Editura Cartea Românească, 2003, ISBN 973-23-0416-2 (Premiul Uniunii Scriitorilor din România pentru eseu pe anul 2003).
- Nimic nu tulbură ca viața (poezii), Editura Dacia, Cluj, 2004, ISBN 973-35-1860-3 (Premiul „Mihai Ursachi” pentru poezie la Salonul de Carte al Bibliotecii „Gh. Asachi”, Iași, 2004, Premiul Fundației Culturale „Hyperion”, 2004).
- Petre Țuțea între filosofie și teologie, Ed. Cogito, Oradea, 2004, ISBN 973-8032-40-7
- Aries, (antologie de versuri), Ed. Junimea, 2004, ISBN 973-37-0137-8
- Eminescu, azi, Editura Junimea, 2005, ISBN 973-37-1007-5 (Premiul pentru eseu al Uniunii Scriitorilor din România, Filiala Iași).
- "Între două lumi" (antologie în română, spaniolă, franceză, germană și engleză), Iași, Editura Fundației Culturale Poezia, 2006, ISBN 973-86510-2-6
- Orizonturi duble, (Atitudini literare/IV), Ed. Cartea Românească, București, 2006, ISBN 973-23-1283-1
- Aventurile terțului, Colecția Ananda, Ed. Junimea, Iași, 2006, ISBN 973-37-1205-1
- Marea înfățișare a lui Mihai Ursachi, Ed. Princeps Edit, Iași, 2006, ISBN 973-7730-58-5
- Noduri pe linia vieții, antologie  de versuri, Ed. Paralela 45, 2007, ISBN 978-973-47-0062-2
- 101 dialoguri în libertate, interviuri, Editura Ideea Europeană, 2007, ISBN 973-7691-88-1
- O săgeată îmbrăcată în roșu, Ed. Paralela 45, 2008, ISBN 978-973-47-0508-5
- Aries (ediție bilingvă română-engleză), Editura Fundației Culturale Poezia, 2008, ISBN 978-973-88139-6-0
- Aventurile terțului, Ed. II, revăzută și adăugită, Editura Curtea veche, București, 2009, ISBN 978-973-669-835-4
- Vieți controlate, Junimea, Iași, 2009, ISBN 978-973-37-1397-5 (Premiul pentru critică și eseu al Colocviului Generația 80 la maturitate, mai 2010).
- Gînduri despre poezie, Limes, Cluj, 2010, ISBN 978-973-726-486-2
- Farmecul discret al dreptei cumpăniri, Editura Eikon, Cluj, 2010, ISBN 978-973-757-379-7 (nominalizată la premiul USR pentru eseu).
- 101 dialoguri în libertate, interviuri, vol. II, Editura Ideea Europeană, 2011, ISBN 978-606-594-083-3
- Cumpăna, antologie de versuri, Tipo-Moldova Iași, 2012, ISBN 978-973-168-475-8
- Despre barbari sau Invazia omului plat, Editura Litera Internațional, București, 2011, ISBN 978-606-600-407-7 (Premiul special al Uniunii Scriitorilor din România pe anul 2011).
- "Farmecul discret al dreptei cumpăniri", TipoMoldova, Iași, 2012 (ediție revăzută), ISBN 978-973-168-963-0
- Poeme în balans, Editura Charmides, Bistrița, 2013, ISBN 978-606-8513-11-9 (nominalizată la premiul pentru poezie al USR, Premiul „Mihai Eminescu” al Academiei Române).
- Rostirea sufletului, Editura Pro Universitara, București, 2013, ISBN 978-606-647-760-4
- Petre Țuțea între filozofie și teologie Editura Doxologia, Iași, 2013, ISBN 978-606-666-113-3
- Despre barbari sau invazia omului plat, (ediție revăzută),Editura TipoMoldova, Iași, 2013, ISBN 978-606-676-261-3
- Fericirile monahului Nicolae de la Rohia, Editura Doxologia, Iași, 2014, ISBN 978-606-664-358-0
- Despre împărăția omului surogat, Ed. Tracus Arte, București, 2014 (nominalizată la premiul USR pentru critică și istorie literară, Premiul Zilelor revistei Poesis-25, 2015)
- L’Epreuve, Ed. Vinea, București-Paris, 2014, ISBN 978-973-698-393-1
- Pornind de la zero (ediție necenzurată a cărții de debut apărută în 1985), Ed. Charmides, Bistrița, 2015, ISBN 976-606-851-392-8
- Vocația și proza democrației, Ed. Institutul European, Iași,  2015, ISBN 978-606-24-0134-4*
- Cuvîntul coborît printre noi, Ed. Doxologia, Iași, 2015, ISBN 978-606-666-498-1
- Un vis al inteligenței libere, Ed. Idee Europeană, București, 2016, ISBN 978-606-594-524-1
- Cezar Ivănescu, un oaspete al Nirvanei, Ed. Junimea, Iași, 2016, ISBN 978-973-377-1980-9
- Dușmanii societății sau cînd pacienții pun stăpînire pe ospiciu, Ed. Cartea românească, Bucureși, 2017, ISBN 978-973-23-3203-0
- Alte gînduri despre poezie, Ed. Tractus Arte, București, 2017, ISBN 9786066648585
- Marea înfățișare a lui Mihai Ursachi, Ed. Junimea, Iași, 2017, ISBN 9789733720904
- Eminescu, ziarist politic, Ed. Junimea, Iași, 2018, ISBN 9789733720904
- Mit Gedanken und mit Bildern Trad. Christian W. Schenk, Dionysos, Germany Boppard 2018, ISBN 9781980240341
- Cu gândiri și cu imagini, Ed. Cartea Românească, București 2018
- Iacob Negruzzi la Convorbiri literare, Editura Junimea, Iași 2019, ISBN 9789733723073
- Metamorfozele lui Nicolae Manolescu, Editura Junimea, Iași 2019, ISBN 9789733723097
- Convorbiri literare. Povestea unei reviste, Editura Muzeului Literaturii Române București 2019, ISBN 9789731675244
- Le Dan des larmes/ Darul lacrimilor, Ediție bilingvă română/franceză, Encres de Elena Golub Traduction de Jean Poncet, Jacques André Editeur Lyon, France, Collection La Marque D’Eau
- Ioana Diaconescu, Cassian Maria Spiridon, Revoluția ascunsă. 14 Decembrie 1989. Premise și declanșare, Editura Muzeului Literaturii Române București 2019, ISBN 9789731675213;
- Le Don des larmes/ Darul lacrimilor, Ediție bilingvă română/franceză, Encres de Elena Golub, Traduction de Jean Poncet, Jacques André Editeur, Lyon France, Collection La Marque D’Eau, 2019, ISBN 978-2-7570-0402-9
- O sută și una de poezii, Editura Academiei Române București 2020, ISBN 978-973-27-3266-3
- Comunitatea globală a spectatorilor, Editura Tracus Arte, București 2020, ISBN 978-606-023-193-6
- Într-o dimineață, în limba chineză, în traducerea lui Ding Chao, Editura Shandany Education Press, Peking, 2020, ISBN 976-7-5701-0697-4
- Un scriitor livresc, Mihail Sadoveanu, Editura Academiei Române, 2020, ISBN 978-973-27-3303-5;
- Nerăbdarea limitelor la Mihai Ursachi, Ediția a IV-a adăugită, Editura Cartea Românească Educațional, 2021, ISBN 978-606-057-136-0
- Gândurile cu vedere ale lui Nichita Stănescu, Editura Cartea Românească Educațional, 2021, ISBN 978-606-057-137-7
- Revoluția ascunsă. Premise și declanșare. Iași, 14 decembrie 1989, Ediția a II-a adăugită. Coautoare Ioana Diaconescu, Editura Timpul, 2021, ISBN 978-973-612-892-9
- Pietre albe pietre negre pietre roșii, Editura Cartea Românească Educațional, 2022 ISBN 978-606-057-199-5;
- Gozyașlarinin Hediyesi, traducere în limba turcă de Metin Chengiz, Editura Siirde Yayancilik, 2022 ISBN 978-60507513-76-2;
- Gloria și demnitatea inutilului, Editura Tracus Arte, 2022 ISBN 978-606-023-434-0;
- Rugul ce nu se mistuie, Fundația Culturală Poezia, Editura Timpul, 2022 ISBN 978-973-612-986-5;
- Fericirile monahului Nicolae de la Rohia, Editura Casa Cărții de Știință, Cluj Napoca, 2022 ISBN 978-606-17-2086-6;
- Eminescu, ziarist politic, Ediția a II-a revăzută, restructurată și adăugită, Editura Hoffman, 2022, ISBN 978-606-461-588-6

- Eminescu, Basarabia, Bucovina și Dobrogea, ediție realizată și prefațată de Caassian Maria Spiridon, Editura Hoffman Clasic, 2023, ISBN 978-606-46-1926-6
- Eminescu. Opinii economice, ediție realizată și prefațată de Caassian Maria Spiridon, Editura Hoffman Clasic, 2023, ISBN 978-606-46-1927-3
- Poetul nopții și mitul Luceafărului, Editura Junimea, 2023, ISBN 978-973-37-2681-8
- Lumea și păcatele ei capitale, Editura Doxologia, 2023, ISBN 978-630-301-098-4
- Un dar al lacrimilor, Editura Doxologia, 2023, ISBN 978-630-301-099-1
- Solomon Marcus și limba perfectă, Editura Junimea, 2024,ISBN 978-973-37-2739-2
- Mic manual de conversație/ Pequeño manual de conversación, antologie în limba spaniolă, traduceri de Denisa Burlacu, Dragoș Cojocaru, Raluca Gazdac; cuvânt însoțitor de Ovidiu Pecican, Editura Junimea, 2024, ISBN 978-973-37-2806-1
- Virgil Nemoianu. Îmblînzirea postmodernității, Editura Cartea Românească Educațional, 2024, ISBN 978-606-057-341-8
- ΤΟ ΕΤΟΣ ΤΟΥ ΣΚΥΛΟΥ (Anul Cîinelui), Traducere de Edith-Adriana Uncu, Atena, Editura Manifesto 2024, ISBN 978-618-5698-32-4

### Apariții germane
- Streiflicht, Eine Auswahl zeitgenössischer rumänischer Lyrik, ins Deutsche übertragen von Christian W. Schenk, Dionysos Verlag, Kastellaun, 1994, ISBN 3-9803871-1-9
- Über den Wald (Peste pădure), versuri, volum bilingv română-germană, Ed. Dionysos, Germania, 2002, (Trad. Christian W. Schenk ISBN 3-933427-07-X
- Literatur (Rumänisch): Mihail Eminescu, Emil Cioran, Eugene Ionesco, Lucian Blaga, Christian W. Schenk,Cassian Maria Spiridon und Liste Rumänischer Schriftsteller [Taschenbuch] - Books London, 2011 1. ISBN 1159147035, 2. ISBN 978-1159147037;
- Poeti Optzeciști: Mircea Cărtărescu, Christian W. Schenk, Matei Vișniec, Gellu Dorian, Magda Cârneci, Radu Florescu, Ioan Es. Pop, George Vulturescu, Vasile Baghiu, Bogdan Ghiu, Marta Petreu, Paul Aretzu, Lucian Vasiliu, Virgil Diaconu, Petruț Pârvulescu, Ion Bogdan Lefter, Andrei Zanca, Traian T. Coșovei, Nichita Danilov, Gellu Dorian, Adrian Alui Gheorghe, Cassian Maria Spiridon u.a. - Taschenbuch - ICGtesting, USA 2011 1. ISBN 1232315486, 2. ISBN 978-1232315483;
- Mit Gedanken und mit Bildern, (Cu gîndiri și cu imagini), Traducere: Christian W. Schenk, Dionysos, Boppard, 2018, ISBN 9781980240341
- Pieta - Eine Auswahl rumänischer Lyrik, Trad: Christian W. Schenk, Dionysos, Boppard, 2018, ISBN 9781977075666;
- Rosarien: Rumänische Gegenwartslyrik 2020, 444 Seiten, Dionysos Boppard 2020, trad Christian W. Schenk, ISBN 979-8649287029;
- Christian W. Schenk Rumänische Lyrikanthologie - Von den Anfängen bis heute BAND V, Seiten 295-300, ISBN 979-8878955898, Dionysos – 2024, Boppard am Rhein, (Antologie de lirică română de la începuturi și până astăzi, Vol. V, (în VII volume). Pag. 295-300.

## Alte premii și distincții
- Selectiv -
- 1992 – Premiul Revistei „Poesis” pentru îngrijirea ediției „Opere fundamentale”, de Petre Țuțea; Premiul Colocviilor Naționale de Poezie Piatra Neamț pentru îngrijirea ediției „Omul – Tratat de antropologie creștină”, de Petre Țuțea
- 1995 – Premiul „Vasile Pogor” al Primăriei Municipiului Iași pentru contribuția deosebită în poezia și publicistica ieșeană;
- 1997 – Premiul Bacovia al revistei „Ateneu” pentru Poezie;
- 1999 – Bursă de cercetare a Fondului Literar din România;
- 1999 – Diploma și medalia aniversară „10 ani de la Revoluția Română Anticomunistă din Decembrie 1989” acordate de Președinția României;
- -Premiul pentru Poezie al Academiei Internaționale „Mihai Eminescu”, Craiova;
- -Diploma de onoare acordată de Primăria Municipiului Iași pentru contribuția adusă în lupta pentru triumful democrației din România;
- 2000 – Brevet de conferire a medaliei comemoriative „150 de ani de la nașterea lui Mihail Eminescu pentru contribuția deosebită adusă la promovarea operei eminesciene;
- -Premiul pentru Eseu al Festivalului Internațional de Poezie Deva;
- În anul 2000 – a fost distins prin Decret Prezidențial cu Medalia Comemorativă „Eminescu-2000”.
- 2001 – Premiul Societății Române de Radiodifuziune, Radio Iași în calitate de redactor șef al revistei „Convorbiri literare” pentru contribuția de prestigiu la promovarea valorilor democrației, spiritualității și culturii naționale prin intermediul undelor hertziene;
- 2003 – Premiul special pentru Poezie al Festivalului Internațional de Poezie Ronald Gasparic, Iași, 2003;
- 2004 – Premiul POGOR pentru întreaga activitate literară acordat de Primăria Municipiului Iași;
- A fost distins prin Decret prezidențial cu Meritul Cultural în grad de Ofițer;
- Premiul EUROPA al Fundației Române pentru Social-democrație și Integrare Europeană;
- Medalia de argint a Fundației Culturale Antares, Galați pentru merite deosebite în răspîndirea culturii române în lume;
- 2006 – Diploma de Excelență a Festivalului Național de Poezie „Costache Conachi”, Tecuci, pentru merite deosebite în promovarea operei scriitorului Costache Conachi;
- Premiul I și Premiul Filialei Bacău a USR pentru cea mai bună revistă literară și de cultură a anului 2006, revista „Convorbiri literare”;
- 2007 – I s-a acordat titlul de Cetățean de Onoare al Municipiului Iași;
- 2010 – A fost distins prin Decret prezidențial cu Meritul Cultural în grad de Comandor;
- 2016 – Diploma de excelență pentru cartea de eseu a anului 2016 "Un vis al inteligenței libere", la "Festivalul Avangarda XXII, Bacău;
- 2018 – Premiul Editurii Cartea Românească pentru cartea de publicistică "Dușmanii societății";
- 2018 – Premiul Octav Șuluțiu al Revistei Familia pentru poezie, eseu și contribuție culturală;
- 2018 – Premiul Internațional de Poezie Li Bai și Du Fu pe anul 2018, acordat la Festivalul de poezie Li Bai - Du Fu, Tianshui China, septembrie 2018
- 2019 – Premiul „Mihai Eminescu” pentru exegeză eminesciană pe 2019, pentru lucrarea „Eminescu, ziarist politic”; Festivalul Literar Mihai Eminescu, ediția a XXIX-a, 16 ianuarie 2020, Suceava – Putna;
- 2020 – Marele Premiu al Saloanelor Liviu Rebreanu, ediția 2020, pentru 25 de ani la conducerea revistei Convorbiri literare și pentru volumul Convorbiri literare. Povestea unei reviste, Editura Muzeul Literaturii Române, București;
- 2020 – Diploma de Onoare acordată de Primăria Municipiului Iași pentru 25 de ani la conducerea revistei Convorbiri literare, decembrie 2020

- 2019-2020 - Premiul „Mihai Eminescu” pentru exegeză eminesciană pe 2019, pentru lucrarea „Eminescu, ziarist politic”, la Festivalul Literar „Mihai Eminescu”, ediția a XXIX-a, 16 ianuarie 2020, Suceava – Putna.
- 2024 - Premiul Uniunii Scriitorilor din Grecia pe anul 2024 pentru cartea ΤΟ ΕΤΟΣ ΤΟΥ ΣΚΥΛΟΥ (Anul Câinelui);
- 2024 - Premiul Național „Mihai Eminescu” pentru jurnalism, Vorona, Botoșani.

### În cărți și dicționare
- Istoria literaturii române - De la creația populară la postmodernism - Dumitru Micu;
- Romanian's American Writer Lexicon;
- Dicționarul biografic al literaturii române - Aurel Sasu;
- Dicționarul general al literaturii române - Academia Română - Editura Univers Enciclopedic Gold;
- Dicționar de literatură română (Ecaterina Țarălungă), – Ed. Litera Internațional, 2007;
- Iulian Boldea, Metamorfozele textului, Editura Ardealul, 1996
- Romul Munteanu, Jurnal de cărți, vol. VII, Editura Libra, București, 1998
- Mircea A. Diaconu, Instantanee critice, Editura Moldova, Iași, 1998
- Mircea A. Diaconu, Fețele poeziei. Fragmente critice, Editura Junimea,  Iași, 1999
- Gheorghe Grigurcu, Poezia română contemporană, vol. I-II, Editura Convorbiri literare, Iași, 2000
- Daniel Corbu, Generația poetică '80 în cincisprezece portrete critice, Editura Junimea, Iași, 2000
- Nicolae Leahu, Poezia generației '80, Editura Cartier, Chișinău, 2000
- Geo Vasile, Poezia română între milenii. Dicționare de autori, Editura Dacia, Cluj, 2002
- Iulian Boldea, Scriitori români contemporani, Editura Ardealul, 2002
- Horia Gârbea, Vacanță în infern, Editura Cartea de suflet, 2003
- Ioan Holban, Istoria literaturii române. Portrete contemporane, vol. I, Editura Princeps Edit, Iași, 2003
- Dumitru Chioaru, Developări în perspectivă, Redacția publicațiilor pentru străinătate, 2004
- Alexandru Pintescu, Retorica aproximației. Breviar de poezie optzecistă, Editura Timpul, Iași, 2004
- Aura Christi, Celălalt versant, Editura Ideea Europeană, București, 2005
- Gheorghe Grigurcu, De la un critic la altul, Editura Convorbiri literare,  Iași, 2005
- George Vulturescu, Cronicar pe frontiera poeziei, Editura Princeps Edit, Iași, 2005
- Ioan Holban, Istoria literaturii române contemporane. Poezia, vol. I, Editura Tipo Moldova, Iași, 2006
- Paul Aretzu, Scara din bibliotecă, Editura Ideea Europeană, București, 2007
- Constantin Cubleșan, Eminescu în comentarii critice, Editura Grinta, Cluj-Napoca, 2008
- Gheorghe Grigurcu, Reflecții critice, Editura Convorbiri literare, Iași, 2008
- Gheorghe Mocuța, Sistemul modei optzeciste, Redacția publicațiilor pentru străinătate, 2009
- Paul Aretzu, Jurnal de lecturi, Editura Scrisul românesc, București, 2009
- Geo Vasile, Poezia română contemporană. Mărci stilistice, Editura Junimea, Iași, 2010
- Gheorghe Grigurcu, Catalog liric, Editura Convorbiri literare, Iași, 2010
- Magda Ursache, Viețile cărțarilor contemporani după Magda, editura Eikon, Cluj Napoca, 2012
- Ioan Romeo Roșianu, Pictorii cuvintelor, Editura Tipo Moldova, Iași, 2015
- Andrei Moldovan, Consemnări critice, Editura Cartea românească, București, 2017, ISBN 978-973-23-3190-3
- Magda Ursache, literatura cu bune și nebune, Editura Eikon, Cluj Napoca, 2017, ISBN 978-606-7115-97-0
- În Christian W. Schenk Scrisori 1991-2002 Vol. I, Dionysos Boppard 2022, ISBN 9783756228157
- În Christian W. Schenk Scrisori 1991-2002 Vol. II, Dionysos Boppard 2022, ISBN 9783756228966

## La festivaluri
A participat la festivaluri naționale și internaționale de literatură și poezie: 
- Festivalul internațional de Poezie de la Medellin, Columbia;
- Bienala internațională de Poezie de la Liège, Belgia;
- Luna culturii românești de la Marsilia Franța;
- Întâlnirea Poeților Lumii Latine, Mexic;
- Festivalul Internațional de Poezie de la Havana, Cuba;
- Festivalul Internațional de Poezie Mediteraneană de la Séte Franța;
- Festivalul de poezie Li Bai – Du Fu din Tianshui China (unde a primit Premiul Internațional pentru Poezie);
- Festivalul Internațional de Poezie de la Varșovia Polonia;
- Adunarea Internațională a Poeților de la Belgrad Serbia;
- Festivalul Expoesia, Soria, Spania,
- A participat la festivaluri naționale și internaționale de literatură și poezie:

Festivalul internațional de Poezie de la Medellin, Columbia, Bienala internațională
de Poezie de la Liège, Belgia, Luna culturii românești de la Marsilia, Franța,
Întâlnirea Poeților Lumii Latine, Mexic, Festivalul Internațional de Poezie de la
Havana, Cuba, Festivalul Internațional de Poezie Mediteraneană de la Séte, Franța,
Festivalul de poezie Li Bai – Du Fu, Tianshui, China (unde a primit Premiul
Internațional pentru Poezie), Festivalul Internațional de Poezie de la Varșovia,
Polonia, Adunarea Internațională a Poeților de la Belgrad, Serbia ș.a.